# Callicera spinolae
Callicera spinolae је врста инсекта из реда двокрилаца и породице осоликих мува.

## Распрострањење
Ово је врста осолике муве која је уског распрострањења. Насељава Велику Британију, северну Француску, Шпанију, Медитеран, Италију, Румунију, Србију и Таџикистан.

## Опис
Величина тела ове врсте је од 10 до 12мм. Ларве су сапроксилне и развијају се у влажном суптрасту трулих стабала. Имаго се најчешће може видети на цветовима бршљана. Период активности адулта је јесен, период када бршљан цвета.

## Синоними
Callicera spinoloe Rondani, 1844

## Галерија
- на бршљану